# あづましずく

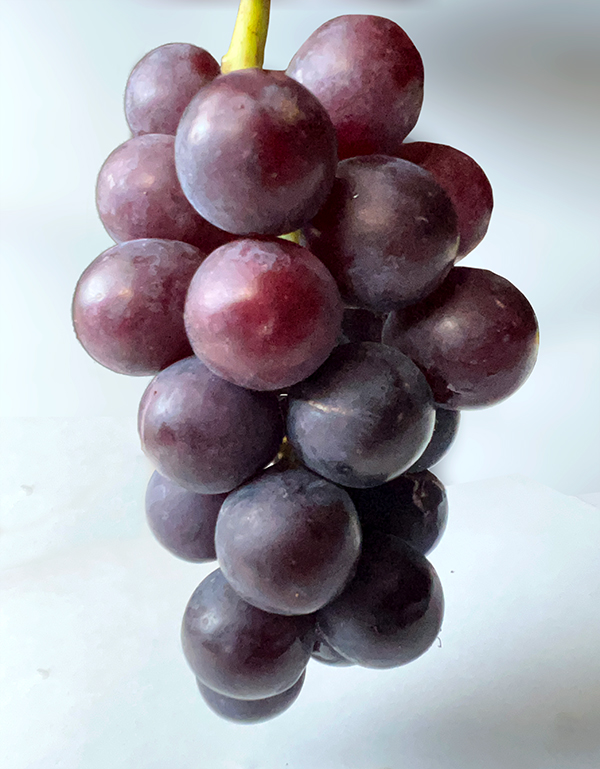
あづましずく

あづましずくは、福島県で生成され2004年に品種登録されたブドウである。 なお、「あずましずく」のように、「あづま」「あずま」の両表記が見られるが、生成地の福島県にある吾妻山が語源であり、あ づ まが正しい表記となる。

## 背景
福島県では戦後デラウェアやキャンベルを中心にぶどうの育成を行っていたが、市場では徐々に巨峰のような大粒のぶどうが消費者に好まれるようになっていった。しかし、巨峰の主要産地は福島県より西に位置しており、熟期・収量性においてどうしても出遅れることや、ジベレリン処理の労力集中も課題となっていた。さらに、先行して福島県北部で育てられていた巨峰の品種改良ぶどう高尾は寒さによる病害で栽培が難航し、福島県のブドウ栽培は停滞を余儀なくされていた。このような複数の課題を背景に、福島県果樹試験場（現：福島県農業総合センター果樹研究所）が育成したのが、あづましずくである。

## 概要
ブラックオリンピアを母、四倍体化ヒムロット・シードレスを父として交配して得た実生個体から選抜された。父のシードレスの名の通り種無しである。あづましずくは極早生品種でお盆の前から収穫をスタートできることから、福島ぶどうの「出荷したぶどうが市場に出回るのが他県より遅い」という課題を克服し、より高い収益性が期待されている

## 特徴
糖度17〜19%と甘みが強い一方で酸味は少なく、濃厚な多果汁感があるジューシーな食味となっている。巨峰と比較すると肉質が柔らかく皮離れが良いことから食べやすい品種である。

## 逸話
福島県果樹試験場が農家に試作を頼んだ際、多くの農家が長梢栽培(ぶどうのつるを短く切らずに自然に近い形で栽培)する中、短梢栽培(つるを2・3芽だけ残して切る栽培)で露地栽培した農家では、粒の大きさも収穫量も大きく上回る結果となった。福島県内の果樹農家によって栽培方法が確立され、栽培農家を増やしていったあづましずくだが、寒さに強い特性から、より北に位置する山形県や岩手県でも育成が開始され、さらに北の秋田県でも育成が期待されている。